# Letteratura georgiana
La letteratura georgiana è la letteratura scritta in lingua georgiana, la lingua ufficiale della Repubblica di Georgia.

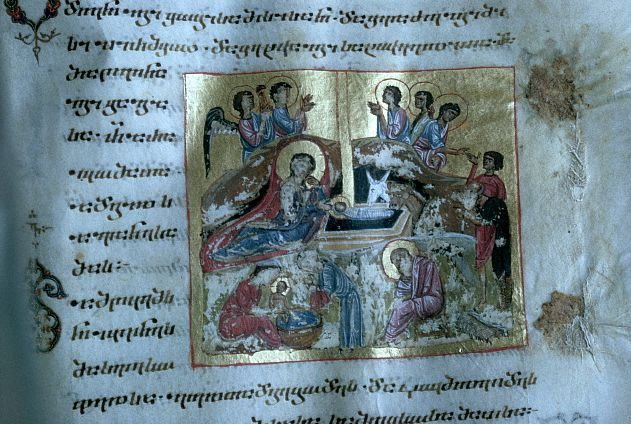
Pagina del Vangelo di Gelati (XII secolo). Museo dell'arte georgiana, Tbilisi.

## Storia

### Gli inizi e il Medioevo

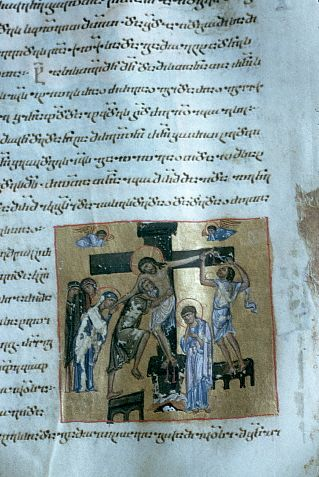
Altra pagina dal Vangelo di Gelati.

La creazione della lingua scritta georgiana fu una conseguenza della conversione dell'élite georgiana al cristianesimo ad opera, almeno secondo la leggenda, di Santa Nino (o Santa Cristiana di Georgia) nella metà del IV secolo. La nuova lingua letteraria venne costruita su un'infrastruttura culturale già ben definita, appropriandosi delle funzioni, convenzioni e stato dell'aramaico, la lingua letteraria della Georgia pagana, e della nuova religione nazionale. La cultura medievale georgiana fu profondamente influenzata dalla cristianità ortodossa orientale, e dunque dalla Chiesa georgiana, che promossero e spesso finanziarono la creazione di molta letteratura: in particolare agiografie, ma anche opere secolari relative alla storia nazionale o alla mitologia. Secondo la tradizione, l'alfabeto georgiano fu creato nel III secolo e riformato dal re Farnabazo I d'Iberia nel 284. La maggior parte degli studiosi moderni ne colloca le origini al V secolo, l'epoca del primo testo georgiano sopravvissuto, ovvero il Martirio della santa regina Shushanik di Iakob Tsurtaveli, redatto tra il 474 e il 484. Abbiamo poi centinaia di iscrizioni e palinsesti dei periodi immediatamente successivi, i quali attestano che a quell'epoca erano già stati tradotti i Vangeli, le Lettere di San Paolo e i Salmi. Le prime conosciute traduzioni complete della Bibbia risalgono all'VIII e al IX secolo.
Nell'XI secolo l'antico georgiano si evolse nel medio georgiano, la lingua ufficiale dell'antico Regno di Georgia. Il re San Demetrio I di Georgia Bagration (1093-1156) scrisse ottime poesie, delle quali la più celebre è l'inno alla Vergine Maria. La letteratura georgiana conobbe l'età dell'oro sotto il regno della regina Tamara di Georgia (1184-1212), durante il quale la Georgia raggiunse il suo apogeo anche nei domini politico e culturale. L'opera più celebre di quest'epoca fu il poema epico nazionale georgiano, Il cavaliere dalla pelle di leopardo di Shota Rustaveli, risalente alla fine del XII secolo. In questo periodo le recite ed i miti persiani cominciarono ad esercitare un'influenza preponderante, in particolar modo negli scritti del poeta regale Teimuraz di Cachezia, che saranno condannati da uno dei suoi successori, e in quelli del poeta regale Archil di Kartli. Questa influenza restò forte finché non iniziò il nazionalismo georgiano nel XVIII secolo.

### L'età moderna

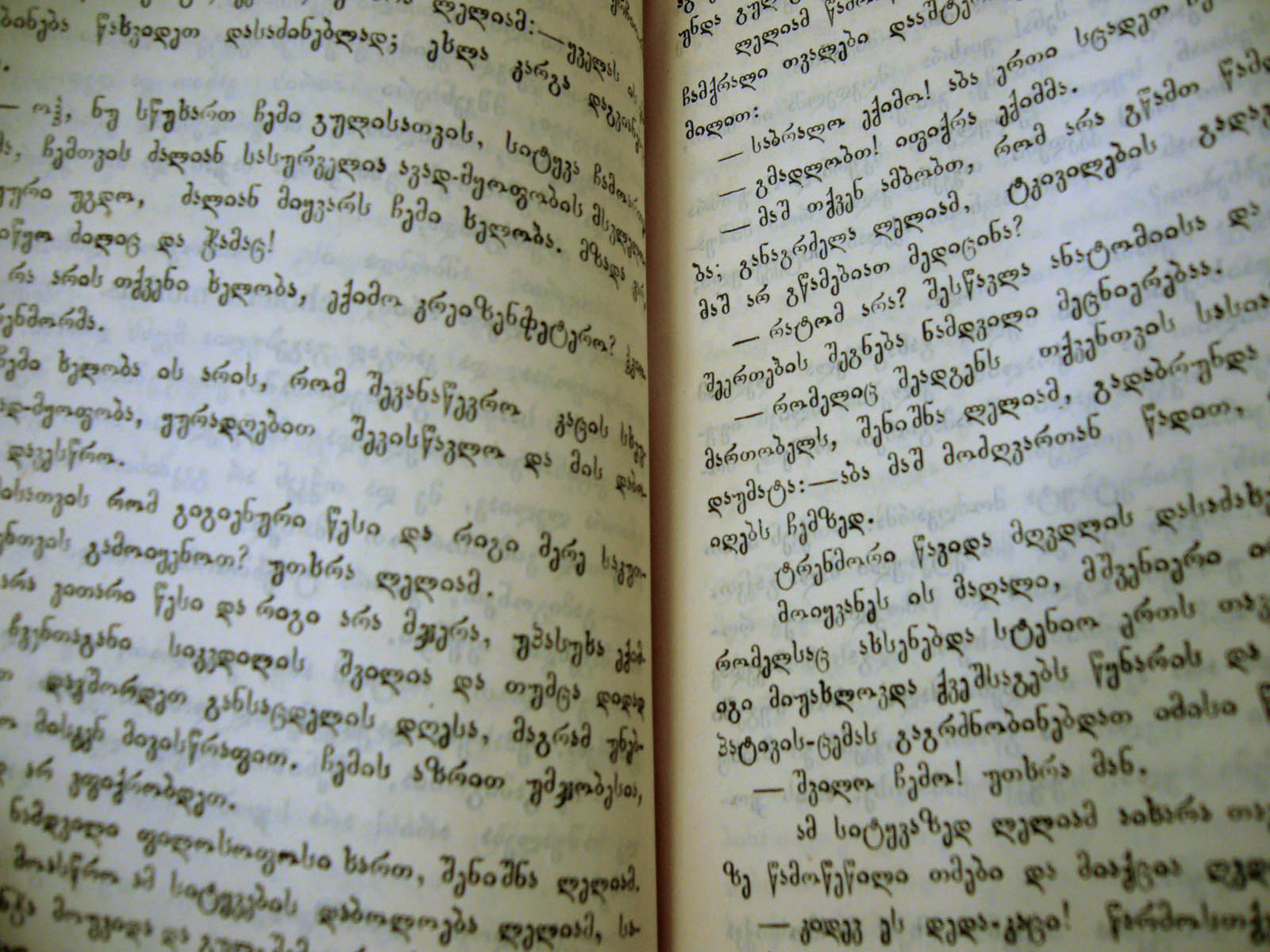
Libro del 1914 contenente l'opera completa di Ilia Ch'avch'avadze (1837-1907)

Negli anni '20 del XVII secolo alcuni monaci cattolico-romani, facenti parte del movimento evangelizzatore della Chiesa, arrivarono in Georgia. Nel 1629 furono pubblicati i primi due libri in georgiano stampati a caratteri mobili: un dizionario georgiano-italiano, e un testo di 32 pagine intitolato Alfabetum Ibericum, sive georgianum: cum Oratione (Alfabeto ibero, o georgiano, con preghiere). Ciò segnò la nascita della lingua georgiana moderna.
Gli scrittori principali del XVIII secolo, detto Il secolo del patriottismo, furono il re Vakhtang VI di Kartli, suo figlio Vakhousht Bagration ed il monaco cattolico Sulkhan-Saba Orbeliani, fondatore nel 1712 della prima casa editrice georgiana; autore di una raccolta di racconti morali e di un dizionario georgiano, oltre che di poesie e di un diario in cui si narrano i suoi grandi viaggi nell'Europa occidentale. Altri grandi autori dell'epoca furono David Gouramishvili e Bessarion Gabashvili.
Il XIX secolo fu segnato dalla forte influenza dell'Europa occidentale. Tra i poeti di quest'epoca spiccano Aleksandre Ch'avch'avadze, detto Il padre del romanticismo georgiano, e Grigol Orbeliani. La loro opera è celebre per i temi patriottici e l'elogio del vino e delle donne. Altri ottimi scrittori dell'epoca furono Giorgi Eristavi, Raphael Eristavi e Aleksander Orbeliani. Quanto a Nicola Baratashvili, egli fu tanto influenzato dall'Europa da scrivere liriche in stile byroniano. Alla fine del secolo i letterati georgiani più influenti furono i patrioti Ilia Ch'avch'avadze, che sarà assassinato da militanti socialisti e poi venerato come santo dalla Chiesa ortodossa georgiana, Ak'ak'i Tsereteli e Vazha Pshavela. Degne di nota le poesie del giovane Stalin, scritte sotto lo pseudonimo di Soselo. 
Dal 1921 al 1991 La Georgia fu unita all'Unione Sovietica. Anche se la maggior parte delle opere continuò ad essere scritta in georgiano, essa rifletteva la tradizione culturale dell'URSS; perciò i suoi contenuti furono spesso propagandisti e moralisti. Va ricordata anche la pubblicazione a Tbilisi nel 1965, ad opera soprattutto di Irakli Abashidze, della prima enciclopedia universale in lingua georgiana, denominata Enciclopedia Sovietica Georgiana, ricavata da una branca della Grande enciclopedia sovietica. Consisteva in 11 volumi alfabetici; più un 12° volume, stampato sia in georgiano che in russo, specifico per la RSS Georgiana. 
Ai nostri giorni tra i migliori letterati georgiani abbiamo David Magradze, autore dell'inno nazionale georgiano Tavisupleba (libertà), Aka Morchiladze, Irina Assatiani e Mikho Mossulishvili.

## Esempi di opere recenti

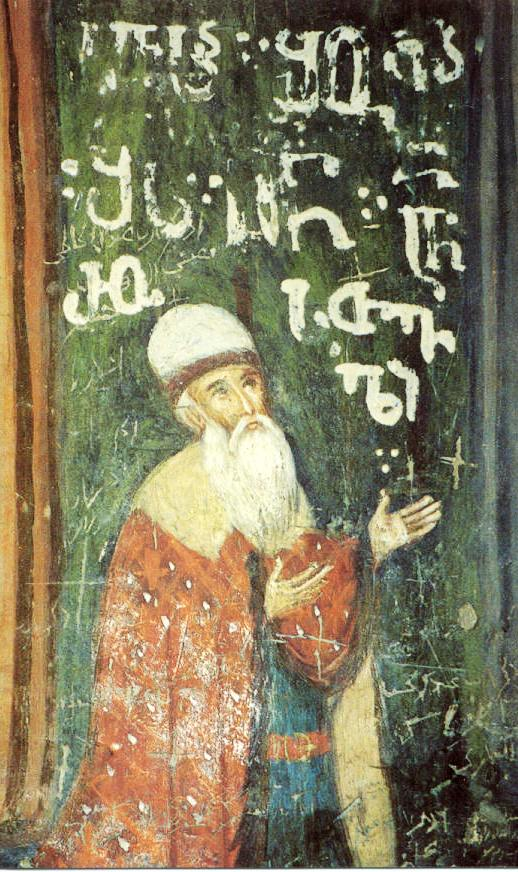
Shota Rustaveli, il poeta nazionale georgiano.

- (EN)  A House with No Doors. Ten Georgian Women Poets, translated by Natalia Burkia-Peeters and Victoria Field, London, Francis Boutle Publishers, 2016, ISBN 978-0993534492
- (EN)  Zurab Rtveliashvili, The Dictatorship of Poetry. Poems in Georgian, translated by Natalia Bukia-Peters and Victoria Field, London, Francis Boutle Publishers, ISBN 978-1999903718

### Opere tradotte in italiano
- Shota Rustaveli, Il cavaliere dalla pelle di leopardo
  - traduzione di Sc. Beridzé, Edizioni Bianchi-Giovini, Milano 1945
  - traduzione di M. Picchi e M. Angioletti, Ed. Salvatore Sciascia, Caltanissetta 1981
  - traduzione di A. Benelli, Ed. Libroitaliano, Ragusa 1998
- Vazha Pshavela, L'uomo che mangiò carne di serpente e altri poemetti, traduzione di Luigi Magrotto e Gianroberto Scarcia, Campanotto Editore, Udine 1996
- Stalin, Soselo Stalin poeta, traduzione di Luigi Magrotto e Gianroberto Scarcia, Campanotto Editore, Udine 1999
- G. Choxeli, L'Aragvi nero. Racconti georgiani, Edizioni GB, Padova 1990
- E. Bochorishvili, Pioggia sottile, Voland, Roma 2002
- D. Magradze, Salve, La lontra, Busalla (GE) 2007
- D. Turashvili, Volare via dall'URSS, trad. di Ketevan Charkviani, Roma, Palombi, 2013
- B. Janikashvili, Absurdistan Sovietico, trad. di K. Charkviani, Roma, Palombi, 2014
- Gela Charkviani, La Dimensione Georgiana di Stalin, trad. di K. Charkviani, Roma, Palombi, 2015
- Irakli Samsonadze, Il Cuscino, trad. di K. Charkviani, Roma, Palombi, 2015
- Erlom Akhvlediani, Vano e Niko e altre storie, trad. di K. Charkviani, Roma, Atmosphere Libri, 2016
- Levan Berdzenishvili, La Santa Tenebra, trad. di Francesco Peri, Roma, Edizioni E/O, 2018
- Tamta Melashvili, La Conta, trad. di F. Peri, Venezia, Marsilio, 2018
- Zaza Burchuladze, La Colazione del Turista, trad. di K. Charkviani, Pavia, Ibis, 2019
- Teona Dolenjashvili, Memphis, trad. di M. Topadze Gäumann, Eboli, Il Saggio Editore, 2015
- Ilia Ch'avch'avadze, Lettere di un viaggiatore, trad. di Manana Topadze Gäumann, edizione bilingue con il testo georgiano a fronte, Eboli, Il Saggio Editore, 2021, ISBN 9788893603638.
- Sulkhan-Saba Orbeliani, Viaggio in Europa, trad. di Manana Topadze Gäumann, Eboli, Edizioni "Il Saggio", 2023, ISBN 9788893604857